# Domenico Toschi
Domenico Toschi (Castellarano, 11 giugno 1535 – Roma, 26 marzo 1620) è stato un cardinale e vescovo cattolico italiano.

## Biografia
Nacque l'11 giugno 1535 a Castellarano.
Dopo gli studi a Reggio e poi a Pavia, dove fu ospite del Collegio Castiglioni e si laureò in Diritto civile e canonico, si mise al servizio di nobili ecclesiastici, come i cardinali Cesi e Aldobrandini.
Il 10 maggio 1595 fu nominato vescovo di Tivoli.
Divenne governatore di Roma.
Papa Clemente VIII lo elevò al rango di cardinale nel concistoro del 3 marzo 1599.
Giurista di valore internazionale, fu consulente di molti regnanti europei e autore di diverse opere, la più importante delle quali "Practicarum conclusionum iuris", una sorta di enciclopedia del diritto dell'epoca in otto tomi scritta in latino e custodita presso l'Archivio Comunale di Castellarano, che riscosse un enorme successo in tutta Europa.
Nel conclave del 1605 per soli tre voti non divenne papa, opportunità svanita non tanto per le accuse dei suoi tanti detrattori, quanto piuttosto per la paura che questi avevano di lui.
Seppure impegnato in un'intensa carriera, il cardinale Toschi rimase sempre profondamente legato a Castellarano, ed era solito usare il dialetto reggiano come intercalare. Al suo paese natale lasciò molti beni e contribuì alla crescita del paese, impegnandosi per la fondazione del Monte di Pietà, per far cessare la pratica dell'usura.
Morì il 26 marzo 1620 all'età di 84 anni.

## Genealogia episcopale e successione apostolica
La genealogia episcopale è:
- Vescovo Antonio Lauro
- Papa Sisto V
- Cardinale Mariano Pierbenedetti
- Cardinale Domenico Toschi

La successione apostolica è:
- Vescovo Giovanni Battista Bonetti (1606)